# Andrew Jackson Jihad
Gli Andrew Jackson Jihad sono un gruppo folk punk statunitense formatosi a Phoenix nel 2004.

## Storia
Si formano nel 2004 da Sean Bonnette (chitarra acustica e voce) e Ben Gallaty (contrabbasso), che resteranno il nucleo creativo negli anni a venire. Il loro grande successo in patria è dovuto soprattutto ai testi, che parlano di povertà, fobia sociale, altruismo, religione, politica ed esistenzialismo. Questo, unito alla loro musica diretta, ha permesso al gruppo di essere riconosciuto come uno dei principali gruppi anti-folk moderni.
Hanno pubblicato fino ad oggi cinque album ufficiali. Col loro primo disco Candy Cigarettes & Cap Guns sono partiti dall'anti-folk prettamente acustico suonato quasi esclusivamente da chitarra e contrabbasso, scelta stilistica grosso modo mantenuta anche nell'album successivo, sebbene ci fossero delle influenze esterne alla musica folk, come delle distorsioni ed effetti eco. La svolta è avvenuta con la pubblicazione di Can't Maintain, quando nuovi membri sono stati inglobati nel gruppo, cosa che permetteva una maggiore libertà compositiva e che gli Andrew Jackson Jihad hanno sfruttato per avvicinarsi alla musica punk rock. Il gruppo ha continuato in questa direzione con gli album e gli EP successivi, trovando la stabilità nella formazione a cinque membri. Col loro disco Christmas Island, pubblicato nel 2014, si allontanano un po' dal folk punk per concentrarsi più sull'indie folk.

## Formazione
- Sean Bonnette (chitarra acustica e voce)
- Ben Gallaty (contrabbasso o basso)
- Preston Bryant
- Deacon Batchelor
- Mark Glick

## Discografia

### Album in studio
- Candy Cigarettes & Cap Guns (2005)
- People That Can Eat People Are The Luckiest People in the World (2007)
- Can't Maintain (2009)
- Knife Man (2011)
- Christmas Island (2014)
- The Bible II (2016)